# Mazzarino
Mazzarino es un municipio siciliano de 12.421 habitantes. Su superficie es de 293 km². Su densidad es de 42 hab/km². Forma parte de la región italiana de Sicilia. Esta ciudad está situada en la provincia de Caltanissetta. Limita con los siguientes municipios: Barrafranca (EN), Butera, Caltagirone (CT), Caltanissetta, Gela, Niscemi, Piazza Armerina (EN), Pietraperzia (EN), Ravanusa (AG), Riesi, San Cono (CT), San Michele di Ganzaria (CT), y Sommatino.

## Evolución demográfica
| Gráfica de evolución demográfica de Mazzarino entre 1861 y 2001 |
|                                                                 |
| Fuente ISTAT - elaboración gráfica de Wikipedia                 |

- Datos: Q477575
- Multimedia: Mazzarino / Q477575

1. ↑  Worldpostalcodes.org, código postal n.º 93013.
2. ↑  «Codici Catastali». Comuni-italiani.it (en italiano). Consultado el 29 de abril de 2017.